# (20544) Kimhansell
(20544) Kimhansell (1999 RG100) – planetoida z pasa głównego asteroid okrążająca Słońce w ciągu 3,55 lat w średniej odległości 2,32 j.a. Odkryta 8 września 1999 roku.